# Matilde Ontiveros
Matilde Ontiveros (1940-30 de noviembre de 2018) fue la primera mujer guardavidas de la Argentina.
Aprendió a nadar en el Club Atlético Independiente, al que representó nacionalmente y a nivel sudamericano durante varios años y en el que fue campeona de estilo mariposa antes de retirarse de la natación a los 15 años.
Cuando ya era madre de dos hijos, en 1968, decidió radicarse en la ciudad bonaerense de Villa Gesell, en la Costa Atlántica. Allí ella puso primero una cigarrería y luego un local de artesanías. Un día, en el comercio que había instalado, le preguntaron si podían pegar un volante sobre clases de natación. Ella comentó que había sido nadadora y el joven le contó que daba cursos de guardavidas en la Cruz Roja. Se trataba de Juan Carlos Galeano, el fundador de la primera escuela de guardavidas de Villa Gesell. Allí se dieron cuenta también de que ya se conocían de las piletas de Independiente. Él pronunció una frase que ella luego tomaría como propia:

En la escuela podés ampliar tus conocimientos porque además de nadar, aprendés a salvar vidas, que podrían ser las de tus hijos, o los míos.

En 1972, la municipalidad de Villa Gesell tenía un convenio con la Cruz Roja por la que esta se comprometía a contratar a los mejores cinco promedios para una posición de guardavidas en un balneario. Matilde Ontiveros fue el mejor promedio en el teórico y en el práctico de los 400 metros estilo crol. Se convirtió así, a los 32 años, en la primera mujer guardavidas de Argentina.
Fue guardavidas hasta principios de la década de 1990.
Ontiveros también fue empresaria. Abrió a finales de la década de 1960 el primer local de videojuegos/fichines de Villa Gesell. Eso la llevó a tener inconvenientes con el fundador de la ciudad, Carlos Gesell, quien era contrario a los juegos de azar y no quería que su villa se transformara en una suerte de Las Vegas.
Poco antes de fallecer, fue declarada ciudadana ilustre de Villa Gesell.
Falleció en Avellaneda a los 78 años, donde residía desde hacía muchos años, el 30 de noviembre de 2018.
Fue cremada y sus cenizas fueron llevadas a Gesell. Allí, un grupo de guardavidas que la consideraba una maestra, las esparció en la primera rompiente, a la altura de su viejo balneario.
Existe un grupo de mujeres guardavidas de Gesell que se organizaron como equipo de rescate en 2008 y desde 2023 llevan el nombre Las Matildes en homenaje a Ontiveros.